# Tahe (Großes Hinggan-Gebirge)

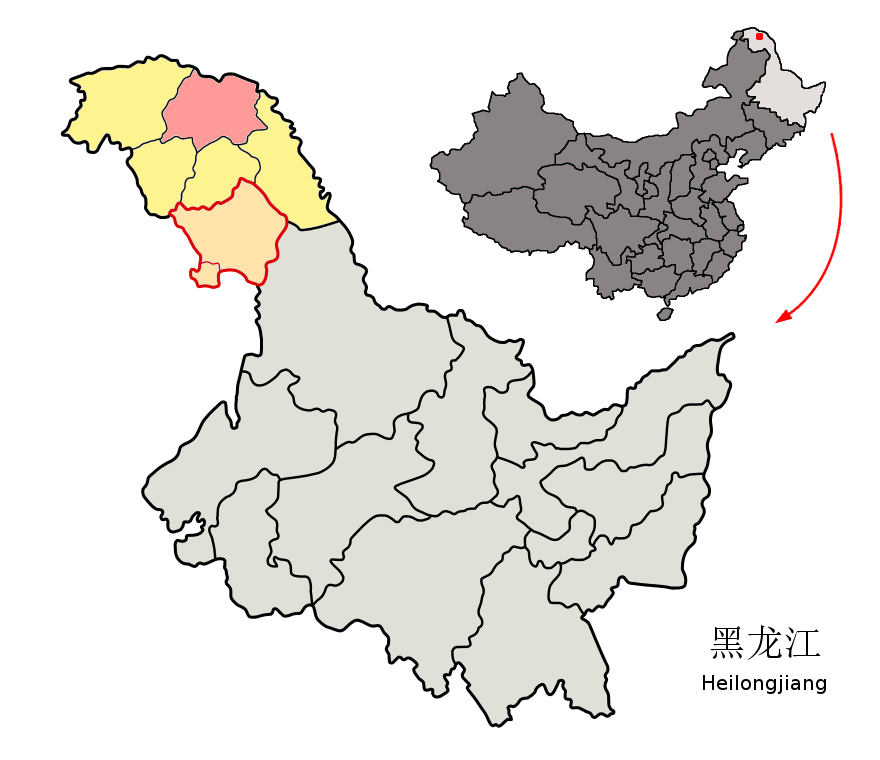
Lage des Kreises Tahe (rosa) im Regierungsbezirk Großes Hinggan-Gebirge

Der Kreis Tahe (chinesisch 塔河县, Pinyin Tǎhé Xiàn) gehört zum Verwaltungsgebiet des Regierungsbezirks Großes Hinggan-Gebirge im Norden der chinesischen Provinz Heilongjiang. Sein Hauptort ist die Großgemeinde Tahe (塔河镇). Er hat eine Fläche von 14.010 km² und 51.056 Einwohner (Stand: Zensus 2020).

## Administrative Gliederung
Auf Gemeindeebene setzt sich der Kreis aus vier Großgemeinden und drei Gemeinden zusammen. Diese sind:
- Großgemeinde Tahe (塔河镇), Sitz der Kreisregierung;
- Großgemeinde Pangu (盘古镇);
- Großgemeinde Walagan (瓦拉干镇);
- Großgemeinde Xiufeng (秀峰镇);
- Gemeinde Kaikukang (开库康乡);
- Gemeinde Shibazhan der Oroqen (十八站鄂伦春民族乡);
- Gemeinde Yixiken (依西肯乡).